# Platylabus volubilis
Platylabus volubilis är en stekelart som först beskrevs av Johann Ludwig Christian Gravenhorst 1829.  Platylabus volubilis ingår i släktet Platylabus och familjen brokparasitsteklar. Inga underarter finns listade i Catalogue of Life.